# Mołdawin
Mołdawin (deutsch Maldewin) ist ein Dorf in der Woiwodschaft Westpommern in Polen. Es gehört zur Gmina Radowo Małe (Gemeinde Klein Raddow)  im Powiat Łobeski (Labeser Kreis).

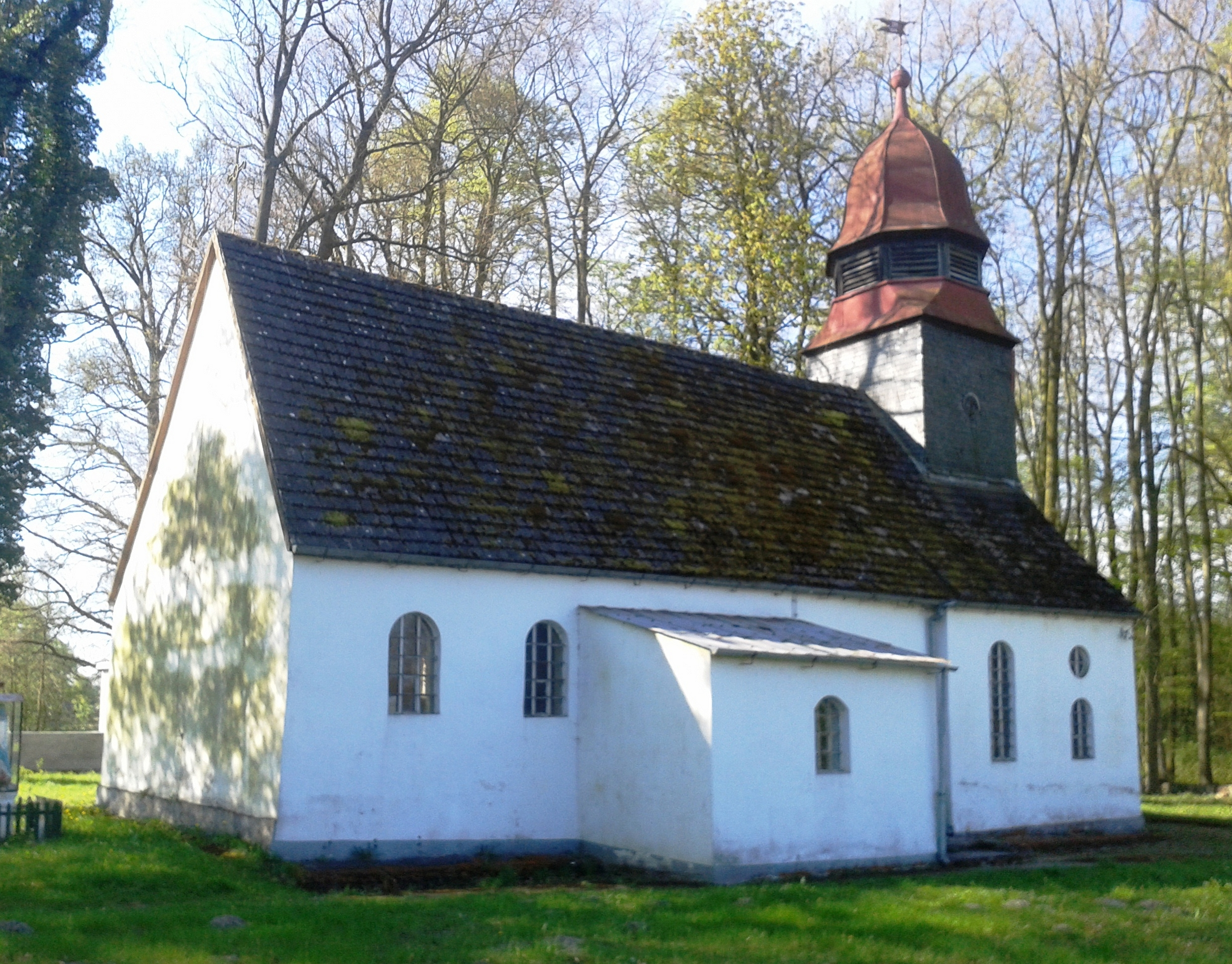
Dorfkirche (2016), bis 1945 Gotteshaus der evangelischen Gemeinde Maldewin

## Geographische Lage
Das Dorf liegt in Hinterpommern, etwa 60 Kilometer nordöstlich von Stettin und etwa 20 Kilometer nordwestlich der Kreisstadt Labes. 

## Geschichte
Ab dem 19. Jahrhundert bestanden der politische Gutsbezirk Maldewin und die Landgemeinde Maldewin nebeneinander. Im Jahre 1910 zählte der Gutsbezirk Maldewin 314 Einwohner, die Landgemeinde Maldewin 106 Einwohner. Zum Gutsbezirk Maldewin gehörte auch das Gut Sophienhof mit 139 Einwohnern. 
Später wurden der Gutsbezirk Maldewin sowie der benachbarte Gutsbezirk Höckenberg und die benachbarte Landgemeinde Neu Maldewin in die Landgemeinde Maldewin eingemeindet. Bis 1945 bildete Maldewin eine Landgemeinde im Kreis Regenwalde der preußischen Provinz Pommern. Zur Landgemeinde gehörten auch die Wohnplätze Höckenberg, Neu Maldewin, Sophienhof, Stärkefabrik und Vogelsang. Die Gemeinde zählte im Jahre 1925 838 Einwohner in 158 Haushaltungen und im Jahre 1939 641 Einwohner.
Die Gemarkung der Landgemeinde Wangerin hatte um 1930 eine Flächengröße von 25 km². Im Gemeindegebiet standen insgesamt 85 bewohnte Wohnhäuser an sechs verschiedenen Wohnstätten:
1. Höckenberg
2. Maldewin
3. Neu Maldewin
4. Sophienhof
5. Stärkefabrik
6. Vogelsang

Nach Beendigung der Kampfhandlungen des Zweiten Weltkriegs wurde Maldewin, wie ganz Hinterpommern, von der sowjetischen Besatzungsmacht der Volksrepublik Polen zur Verwaltung überlassen. Der Ortsname wurde zu „Mołdawin“ polonisiert. Es begann danach die Zuwanderung von Polen. Die einheimische Bevölkerung wurde von der polnischen Administration vertrieben.  
Heute liegt das Dorf in der polnischen Gmina Radowo Małe (Gemeinde Klein Raddow), in der es ein eigenes Schulzenamt bildet, zu dem auch der Wohnplatz Mołdawinek (Neu Maldewin) gehört.